# Les Frères et Sœurs Toda
Pour plus de détails, voir Fiche technique et Distribution.
Les Frères et Sœurs Toda (戸田家の兄妹, Todake no kyodai) est un film japonais réalisé par Yasujirō Ozu, sorti en 1941.

## Synopsis
On fête les 60 ans de la mère de la famille Toda, en présence de ses enfants, petits enfants et de son mari. Le soir, le père est pris d'un malaise et meurt dans la nuit. Il a laissé une situation financière difficile et la seule solution est de vendre la maison et sa collection d'objets d'art. La mère et la cadette, Setsuko, la seule à ne pas être mariée, vont habiter chez le fils aîné, tandis que le cadet, Shojiro, part travailler en Chine. La cohabitation avec la belle-fille est difficile et mère et fille se retrouvent chez la sœur aînée, Chizuko, qui s'oppose absolument à ce que Setsuko puisse travailler.

## Fiche technique
- Titre français : Les Frères et Sœurs Toda
- Titre alternatif : Les Frères Toda
- Titre original : 戸田家の兄妹 (Todake no kyodai?)
- Réalisation : Yasujirō Ozu
- Scénario : Yasujirō Ozu et Tadao Ikeda
- Photographie : Yūharu Atsuta
- Montage : Yoshiyasu Hamamura
- Décors : Tatsuo Hamada
- Musique : Senji Itō
- Société de production : Shōchiku
- Pays de production :  Empire du Japon
- Langue originale : japonais
- Format : noir et blanc - 1,37:1 - 35 mm - son mono
- Genre : film dramatique
- Durée : 106 minutes[1]
- Dates de sortie :
  - Empire du Japon 1er mars 1941[1]

## Distribution

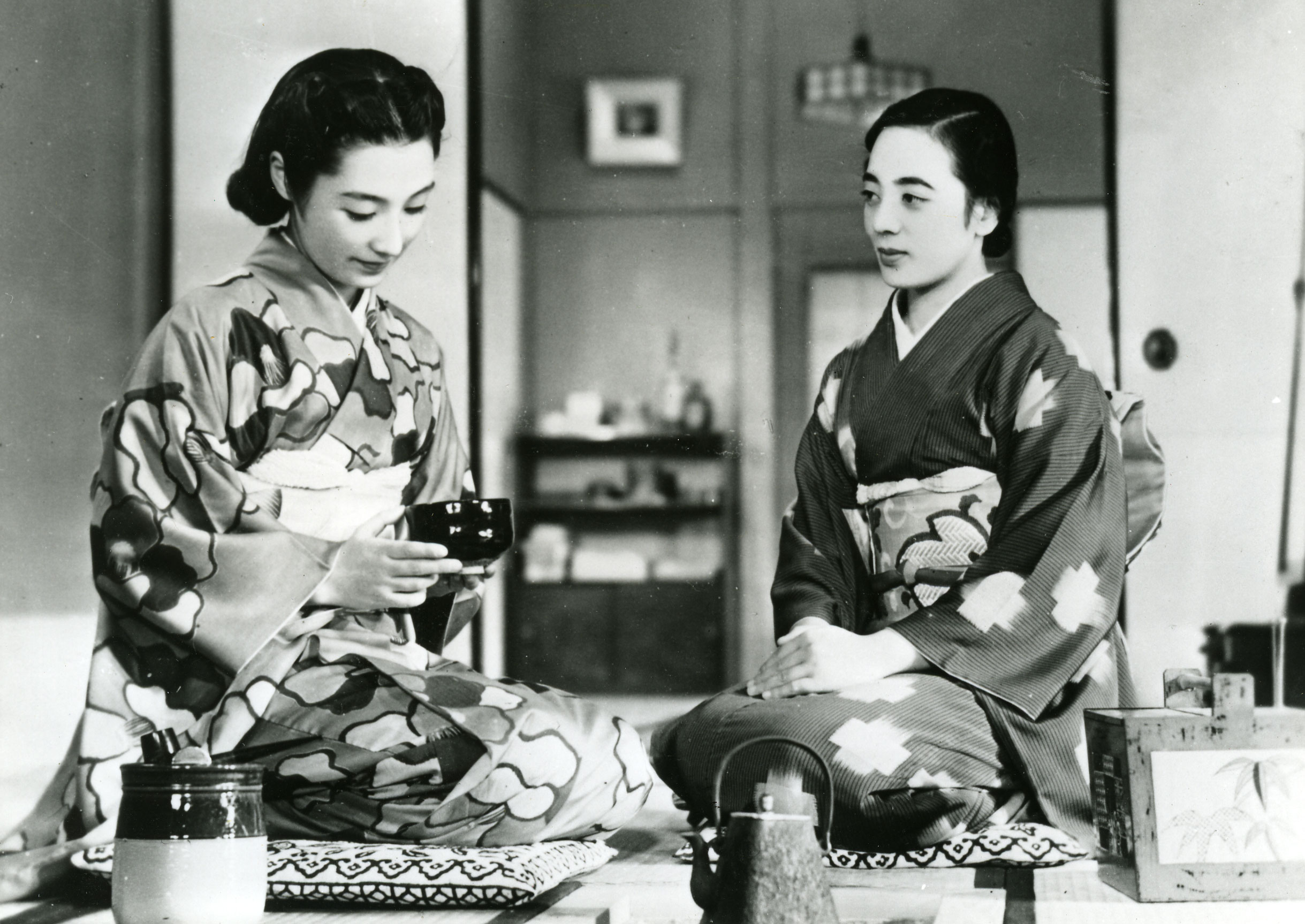
Mieko Takamine et Kuniko Miyake.

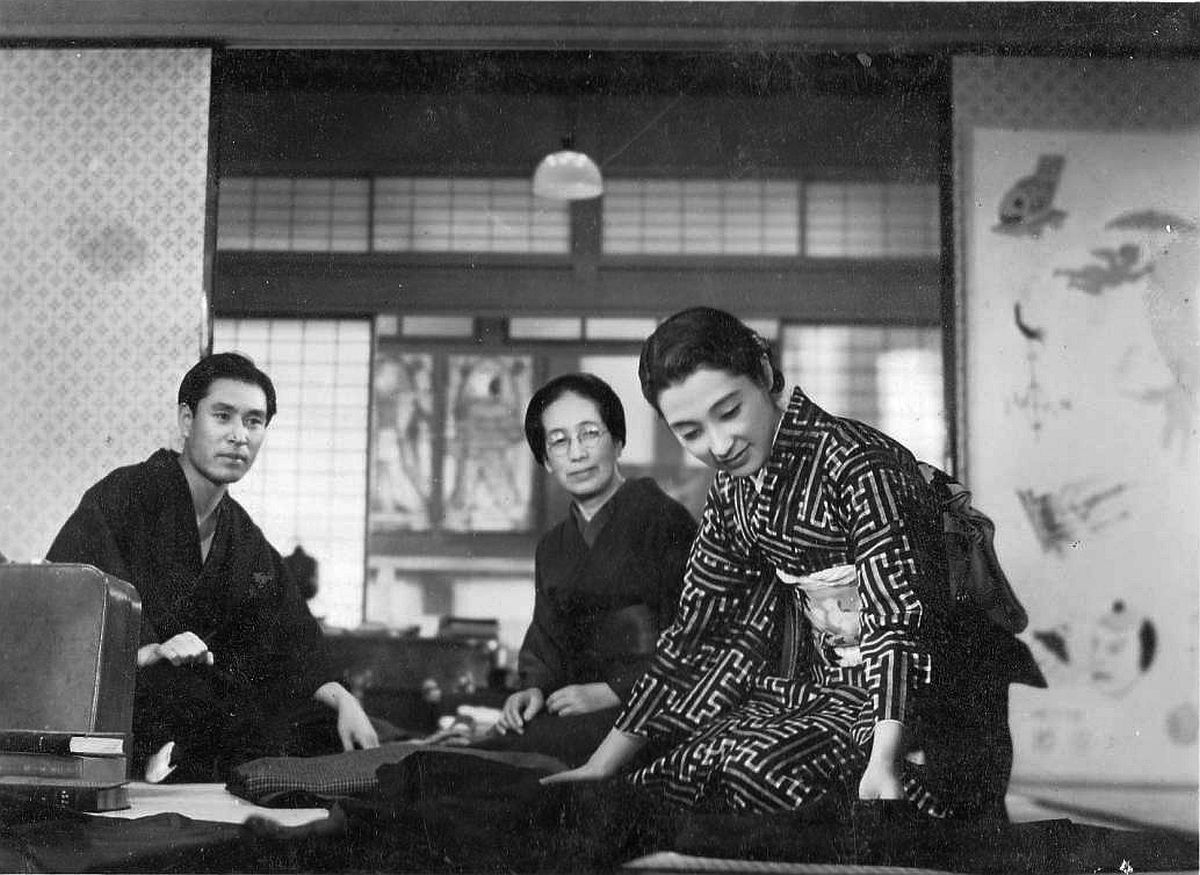
Shin Saburi, Fumiko Katsuragi et Mieko Takamine.

- Mieko Takamine : Setsuko Toda
- Shin Saburi : Shojiro Toda
- Hideo Fujino : Shintaro Toda
- Fumiko Katsuragi : Mme Toda
- Mitsuko Yoshikawa : Chizuru
- Chishū Ryū : un ami
- Michiko Kuwano : Tokiko
- Kuniko Miyake : Kazuko
- Tatsuo Saitō : Shin'ichiro
- Yoshiko Tsubouchi : Ayako
- Masao Hayama : Ryokichi
- Chōko Iida : Kiyo
- Yaeko Izumo : Shige